# Rukwatitan bisepultus
Rukwatitan bisepultus es la única especie conocida del género extinto Rukwatitan ("titán de Rukwa") de dinosaurio saurópodo titanosauriano, que vivió a mediados del período Cretácico, hace aproximadamente 100 millones de años, en el Albiense, en lo que hoy es África. Sus restos fósiles han aparecido en la formación Galula, incrustados en un acantilado  cerca del lago Rukwa, en el Gran Valle del Rift, en Tanzania. La especie, que compartía características con otra especie del sur de África, Malawisaurus dixeyi, medía 9,1 metros desde la cabeza hasta la punta de la cola, y tenía extremidades anteriores que se estimaban en alrededor de 2 metros.